# Paronychia argentea
Paronychia argentea, comúnmente llamada sanguinaria o nevadilla, es una planta herbácea de la familia de las cariofiláceas;  creciendo en arenales, caminos, campos abandonados y terrenos secos. Es la planta hospedadora del insecto Phyllomorpha laciniata.

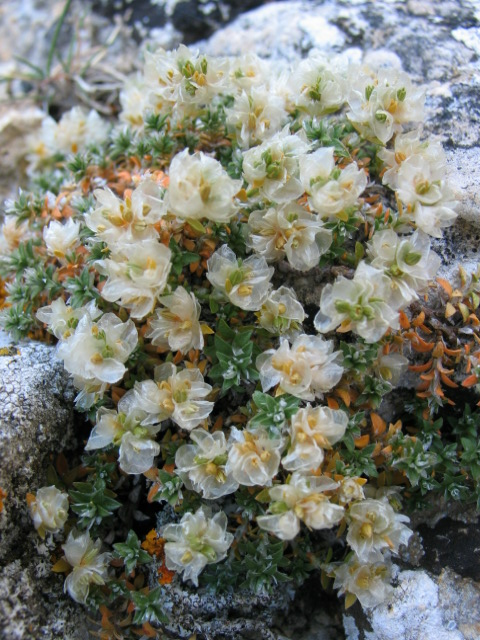
Inflorescencia

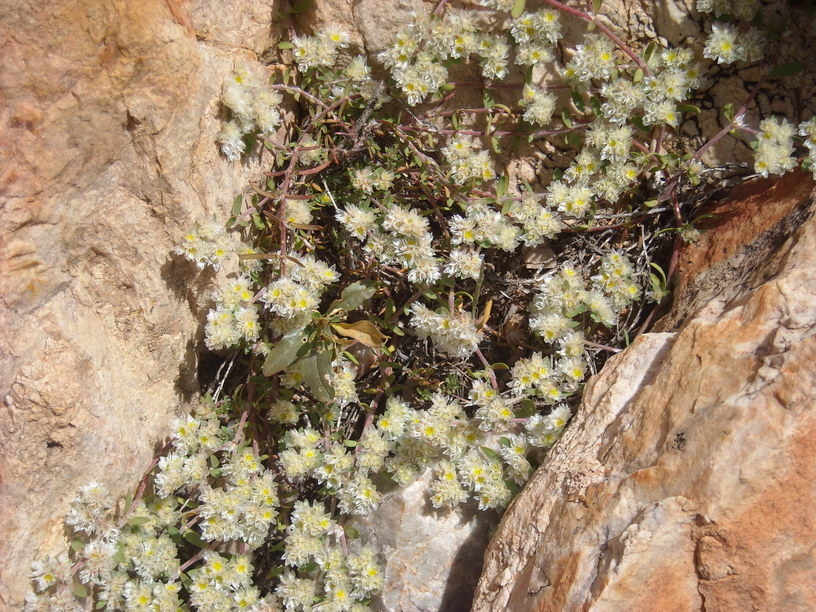
Vista de la planta en su hábitat

## Descripción
Especie anual de hábito procumbente, alcanza los 30 cm de altura. Similar a  Paronychia capitata pero con las hojas casi glabras y con una cerda rígida y prominente y lóbulos del cáliz con márgenes transparentes.
El tallo es glabro o pubescente con hojas opuestas, elípticas, estipladas y mucronadas. 
Las flores se presentan en glomérulos laterales y terminales. Son hermafroditas, pentámeras y actinomorfas, acompañadas de brácteas escarioso-plateadas mayores que ellas mismas. El fruto es un aquenio.

## Distribución y hábitat
En todo el Mediterráneo. Vive en terrenos baldíos o secos, dunas y cunetas. Florece de invierno a verano.

## Usos
Se utilizó, cocida, como diurético y purificadora de la sangre ("sanguinaria") y en emplasto para curar heridas.

## Taxonomía
Paronychia argentea fue descrito por Jean-Baptiste Lamarck y publicado en Flore Françoise, vol. 3, p. 230, 1778.
Citología
Número de cromosomas: 2n=28
Sinonimia
- Paronychia nitida Gaertn. 1791
- Paronychia mauritanica (Schult.) Rothm. & Q.J.P.Silva 1939
- Paronychia italica (Vill.) Schult. in Roem. & Schult. 1819
- Paronychia cuatrecasii Sennen 1929
- Paronychia carpetana Pau 1895
- Illecebrum mauritanicum Schult. in Roem. & Schult. 1819
- Illecebrum maritimum Vill. 1801
- Paronychia pubescens DC. in Lam. & DC. 1805
- Paronychia glomerata Moench 1794
- Chaetonychia paronychia (L.) Samp.[5]
- Ferriera mediterranea Bubani
- Illecebrum argenteum Pourr.
- Illecebrum italicum Vill.
- Illecebrum narbonnense Vill.
- Illecebrum paronychia L.
- Plottzia paronychia (L.) Samp.[6]

## Nombres comunes
- Castellano: arrecadas, asperilla, asprilla, baulillo, carrasquilla, cordoncillo, doradica, espumilla, flor de la tierra, flor de piedra, florecica blanca, golondrina marina, hierba blanca, hierba de la plata, hierba de la platilla, hierba de la sangre, hierba de la sanguinaria, hierba de las tres lunas, hierba de plata, hierba del clin, hierba la sangre, hierba plata, hierba rastrera, hierba sanguina, hierba sanguinaria, hierba sanguinera, lapilla, manzanilla rastrera, mata de la plata, nevada, nevadilla, papelillo, pelendengue, pendientes de la reina, pies sudaos, quebranta-dientes, quebrantapiedras, rompepiedras, sangrinaria, sanguinaria, sanguinaria amarilla, sanguinaria blanca , sanguinaria menor, sanguinaria minor, sangunaria, sangunaria menor, siete sangrías, té de campo, yerba de la sangre, yerba del clin, yerba la plata, yerba la sangre, yerba la sangre del campo, yerba pa la circulación, yerba sanguinaria.[7]